# Communauté de communes Orne Lorraine Confluences
La communauté de communes Orne Lorraine Confluences est une communauté de communes française, créée le 1er janvier 2017 et située dans le département de Meurthe-et-Moselle en région Grand Est.

## Historique
La communauté de communes est créée au 1er janvier 2017 par arrêté du 24 octobre 2016 sous le nom « communauté de communes des Pays de Briey, du Jarnisy et de l'Orne ». Elle est formée par fusion de la communauté de communes du Pays de l'Orne, de la communauté de communes du Jarnisy et de la communauté de communes du Pays de Briey, étendue à la commune isolée de Saint-Ail.
Le 13 juin 2017, le Conseil communautaire a décidé de se doter d'un nouveau nom : « Orne Lorraine Confluences ». Celui-ci entrera en vigueur après arrêté préfectoral.

## Territoire communautaire

### Composition
La communauté de communes est composée des 41 communes suivantes :

| Nom                    | Code Insee | Gentilé           | Superficie (km2) | Population (dernière pop. légale) | Densité (hab./km2) |
| ---------------------- | ---------- | ----------------- | ---------------- | --------------------------------- | ------------------ |
| Auboué (siège)         | 54028      | Aubouésiens       | 4,54             | 2 641 (2022)                      | 582                |
| Abbéville-lès-Conflans | 54002      | Abbévillois       | 7,73             | 237 (2022)                        | 31                 |
| Affléville             | 54004      | Afflévillois      | 9,42             | 176 (2022)                        | 19                 |
| Allamont               | 54009      | Allamontois       | 9,06             | 159 (2022)                        | 18                 |
| Anoux                  | 54018      | Aulnois           | 9,88             | 271 (2022)                        | 27                 |
| Avril                  | 54036      | Avrilois          | 20,02            | 1 223 (2022)                      | 61                 |
| Les Baroches           | 54048      |                   | 13,28            | 329 (2022)                        | 25                 |
| Batilly                | 54051      | Batillais         | 6,37             | 1 315 (2022)                      | 206                |
| Béchamps               | 54058      |                   | 9,28             | 82 (2022)                         | 8,8                |
| Bettainvillers         | 54066      | Bettainvillois    | 4,53             | 386 (2022)                        | 85                 |
| Boncourt               | 54082      | Boncourtois       | 6,73             | 176 (2022)                        | 26                 |
| Brainville             | 54093      |                   | 9,92             | 169 (2022)                        | 17                 |
| Bruville               | 54103      | Bruvillois        | 10,81            | 218 (2022)                        | 20                 |
| Conflans-en-Jarnisy    | 54136      | Conflanais        | 8,71             | 2 378 (2022)                      | 273                |
| Doncourt-lès-Conflans  | 54171      | Doncourtois       | 7,34             | 1 120 (2022)                      | 153                |
| Fléville-Lixières      | 54198      | Flevillois        | 14,38            | 300 (2022)                        | 21                 |
| Friauville             | 54213      | Friauvillois      | 6,34             | 369 (2022)                        | 58                 |
| Giraumont              | 54227      | Giraumontois      | 7,63             | 1 370 (2022)                      | 180                |
| Gondrecourt-Aix        | 54231      |                   | 12,28            | 180 (2022)                        | 15                 |
| Hatrize                | 54253      | Hatriziens        | 7,4              | 806 (2022)                        | 109                |
| Homécourt              | 54263      | Homécourtois      | 4,44             | 6 250 (2022)                      | 1 408              |
| Jarny                  | 54273      | Jarnysiens        | 15,6             | 8 090 (2022)                      | 519                |
| Jeandelize             | 54277      |                   | 6,75             | 369 (2022)                        | 55                 |
| Jœuf                   | 54280      | Joviciens         | 3,18             | 6 509 (2022)                      | 2 047              |
| Jouaville              | 54283      | Jouavillois       | 11,32            | 280 (2022)                        | 25                 |
| Labry                  | 54286      | Labrysiens        | 5,95             | 1 564 (2022)                      | 263                |
| Lantéfontaine          | 54302      | Lantéfontenois    | 8,06             | 734 (2022)                        | 91                 |
| Lubey                  | 54326      |                   | 3,93             | 215 (2022)                        | 55                 |
| Moineville             | 54371      |                   | 8,12             | 1 097 (2022)                      | 135                |
| Mouaville              | 54389      | Mouavillois       | 8,44             | 104 (2022)                        | 12                 |
| Moutiers               | 54391      | Moustériens       | 6,82             | 1 591 (2022)                      | 233                |
| Norroy-le-Sec          | 54402      |                   | 13,77            | 418 (2022)                        | 30                 |
| Olley                  | 54408      |                   | 9,48             | 223 (2022)                        | 24                 |
| Ozerailles             | 54413      |                   | 6,32             | 147 (2022)                        | 23                 |
| Puxe                   | 54440      |                   | 5,89             | 112 (2022)                        | 19                 |
| Saint-Ail              | 54469      |                   | 7,38             | 438 (2022)                        | 59                 |
| Saint-Marcel           | 54478      |                   | 11,35            | 150 (2022)                        | 13                 |
| Thumeréville           | 54524      | Thumerévillois    | 7,89             | 97 (2022)                         | 12                 |
| Val de Briey           | 54099      |                   | 38,91            | 7 906 (2022)                      | 203                |
| Valleroy               | 54542      | Valléresiens      | 12,26            | 2 355 (2022)                      | 192                |
| Ville-sur-Yron         | 54581      | Ville-sur-Yronais | 11,3             | 296 (2022)                        | 26                 |

### Démographie
| 1968   | 1975   | 1982   | 1990   | 1999   | 2006   | 2011   | 2016   | 2022   |
| ------ | ------ | ------ | ------ | ------ | ------ | ------ | ------ | ------ |
| 65 180 | 60 669 | 55 225 | 52 725 | 51 768 | 52 839 | 53 670 | 53 134 | 52 850 |

### Environnement

#### Énergie
Dans le cadre du SRADDET du Grand Est, ATMO Grand Est tient à jour les statistiques énergétiques de tous les EPCI régionaux. Aussi pouvons-nous représenter l’énergie finale consommée sur le territoire annuellement par secteur, ou par source, pour l’année 2017. Cette énergie finale annuelle correspond à 24,3 MWh par habitant.
| -                 | GWh par an |
| ----------------- | ---------- |
| Industrie         | 250        |
| Résidentiel       | 549        |
| Tertiaire         | 109        |
| Transport routier | 343        |
| Autres transports | 7          |

| -                                    | GWh par an |
| ------------------------------------ | ---------- |
| Électricité                          | 300        |
| Gaz naturel et produits pétroliers   | 861        |
| Bois-énergie                         | 79         |
| Autres EnR (PAC, solaire thermique…) | 52         |

La production d’énergie renouvelable (EnR) du territoire apparaît dans le tableau suivant, toujours pour l’année 2017 :
| -                     | GWh par an |
| --------------------- | ---------- |
| Éolien                | 14         |
| Bois-énergie          | 56         |
| Pompe à chaleur (PAC) | 27         |
| Photovoltaïque        | 21         |
| Solaire thermique     | 1          |
| Biogaz                | 4          |

## Administration

### Siège
Le siège de la communauté de communes est situé à Auboué.

### Les élus
Le conseil communautaire de la communauté de communes se compose de 73 conseillers, élus pour une durée de six ans.
Ils sont répartis comme suit :
| Nombre de conseillers | Communes                              |
| --------------------- | ------------------------------------- |
| 10                    | Val de Briey                          |
| 9                     | Jarny                                 |
| 7                     | Homécourt, Jœuf                       |
| 2                     | Auboué, Conflans-en-Jarnisy, Valleroy |
| 1 (+1 suppléant)      | les 34 autres communes                |

### Présidence
| Période      | Période      | Identité      | Étiquette | Qualité        |
| ------------ | ------------ | ------------- | --------- | -------------- |
| janvier 2017 | juillet 2020 | Jacky Zanardo | PCF       | Maire de Jarny |
| juillet 2020 | En cours     | Luc Ritz      | PCF       | Maire de Labry |

### Régime fiscal et budget
Le régime fiscal de la communauté de communes est la fiscalité professionnelle unique (FPU).